# Ula Point
Ula Point är en udde i Antarktis. Den ligger i Västantarktis. Argentina, Chile och Storbritannien gör anspråk på området.
Terrängen inåt land är huvudsakligen kuperad, men åt nordväst är den platt. Havet är nära Ula Point åt nordost. Trakten är obefolkad. 